# Strontiumjodide
Strontiumjodide (SrI2) is het jodide van strontium. De stof komt voor als witte plaatvormige hygroscopische kristallen, dat goed oplosbaar zijn in water. Het treedt, naast de watervrije vorm, ook op als hexahydraat. Een geconcentreerde oplossing van strontiumjodide is corrosief.

## Synthese
Strontiumjodide kan bereid worden uit een reactie van strontiumhydroxide en waterstofjodide:
{\displaystyle \mathrm {Sr(OH)_{2}\ +\ 2\ HI\ \longrightarrow SrI_{2}\ +2H_{2}O} }
Een alternatieve reactie is die tussen strontiumcarbonaat en waterstofjodide:
{\displaystyle \mathrm {SrCO_{3}+2\ HI\ \longrightarrow SrI_{2}\ +H_{2}O+CO_{2}\uparrow } }

## Kristalstructuur en eigenschappen
Strontiumjodide bezit een hexagonale kristalstructuur en behoort tot ruimtegroep Pbca. De plaatvormige kristallen worden geel wanneer ze aan lucht worden blootgesteld.
Bij intense verhitting onder zuurstofatmosfeer ontleedt de verbinding in strontiumoxide en jood:
{\displaystyle \mathrm {2\ SrI_{2}\ +\ O_{2}\ \longrightarrow 2\ SrO\ +2\ I_{2}} }

## Toepassingen
Strontiumjodide wordt vaak ter vervanging van kaliumjodide gebruikt. Het wordt onder meer toegepast in thermische geleiders, elektrische geleiders, bouwmaterialen en in bepaalde metaallegeringen.